# Wilhelm Langhans
Friedrich Wilhelm Langhans, född den 21 september 1832 i Hamburg, död den 9 juni 1892 i Berlin, var en tysk musiker.
Langhans studerade för Ferdinand David och Ernst Richter vid Leipzigs konservatorium samt för Delphin Alard i Paris, var 1857–1860 konsertmästare i Düsseldorf, verkade sedan som lärare och konsertspelare (violinist) i Hamburg, Paris, Heidelberg, där han erhöll filosofie doktorsgrad, samt slutligen i Berlin, där han blev lärare i musikhistoria (1874 vid Theodor Kullaks, 1881 vid Xaver Scharwenkas konservatorium). 
Langhans är mindre bekant som tonsättare än genom sina skrifter: Das musikalische Urtheil (1872; andra upplagan 1886), Die königliche Hochschule für Musik in Berlin (1873), Musikgeschichte in zwölf Vorträgen (1878; andra upplagan 1879) samt en förtjänstfull Geschichte der Musik des 17., 18. und 19. Jahrhunderts (två band, 1883–1886), i kronologisk anslutning till August Wilhelm Ambros oavslutade musikhistoria.